# Peluda humil
La peluda humil (Arnoglossus tapeinosoma) és un peix teleosti de la família dels bòtids i de l'ordre dels pleuronectiformes.

## Morfologia
Pot arribar als 12,7 cm de llargària total.

## Distribució geogràfica
Es troba des de les costes del Golf d'Oman i del Golf Pèrsic fins a la Xina i Sumatra.